# ONE DROP (KAT-TUN의 노래)
《ONE DROP》(원 드롭)은 일본의 아이돌 그룹 KAT-TUN의 9번째 싱글이다.

## 개요
한국에 정식 발매된 KAT-TUN의 2번째 싱글이다. 일본에서 3종류로 발매되었으며, 한국에서도 3종류 모두 발매되었다.
타이틀 곡 〈ONE DROP〉은 멤버인 카메나시 카즈야가 주연을 맡은 텔레비전 드라마 《신의 물방울》의 주제가이다.

## 수록곡

### 초회 한정반
- CD 1

1. ONE DROP
2. D-T-S

- CD 2 (DVD)

1. One Drop (뮤직 비디오 + 메이킹 영상)

### 초회 통상반
1. One Drop
2. D-T-S
3. On My Mind

### 통상반
1. One Drop
2. D-T-S
3. One Drop (Original Karaoke)
4. D-T-S (Original Karaoke)

## 판매량
| Chart                          | 순위 | 판매량  |
| ------------------------------ | ---- | ------- |
| 오리콘 주간 싱글 차트          | 1    | 281,359 |
| 오리콘 월간 싱글 차트 (2월)    | 1    | 281,359 |
| 오리콘 연간 싱글 차트 (상반기) | 6    | 331,248 |